# 第3飛行師団 (日本軍)
第3飛行師団（だいさんひこうしだん）は、日本陸軍の航空師団の一つ。前身は1939年に創設された第3飛行集団で、1942年に第3飛行師団に改称されたものである。

## 沿革
航空兵団の関東軍編入に伴い、第3飛行集団は1939年9月に編成され、北中国における作戦を担った。太平洋戦争開戦後、マレー作戦、蘭印作戦、ビルマの戦いに参戦。
その後、中国に戻り南京に司令部を置いた。1942年4月、第3飛行師団と改称。1944年2月、大陸打通作戦などに対応するため解散し、新たに第5航空軍が編成された。

## 師団概要
- 司令部通称号：隼2375
- 使用機種：九九式双発軽爆撃機・一式戦闘機・二式単座戦闘機・九八式直接協同偵察機・九九式軍偵察機・一〇〇式司令部偵察機

### 歴代師団長

#### 第3飛行集団長
- 木下敏 中将：1939年9月1日 - 1941年9月15日[1]
- 菅原道大 中将：1941年9月15日 - 1942年4月15日

#### 第3飛行師団長
- 菅原道大 中将：1942年4月15日 - 1942年7月9日[2]
- 中薗盛孝 中将：1942年7月9日 - 1943年9月9日戦死
- 下山琢磨 中将：1943年9月11日 - 1944年2月14日

### 歴代参謀長

#### 第3飛行集団参謀長
- 服部武士 航空兵大佐：1939年9月1日 - 1941年3月1日[3]
- 川嶋虎之輔 大佐：1941年3月1日 - 1942年4月15日[4]

#### 第3飛行師団参謀長
- 森本軍蔵 大佐：1942年4月15日 - 1943年5月19日[5]
- 吉井宝一 大佐：1943年5月19日 - 1944年2月14日[6]

### 最終司令部構成
- 参謀長：吉井宝一大佐
  - 参謀（作戦）：宮沢太郎中佐
  - 参謀（情報）：高田増実少佐
  - 参謀（後方）：浜田要少佐
- 兵器部長：平山清助大佐
- 経理部長：藤森範英主計中佐
- 軍医部長：安岡正威軍医大佐

### 最終所属部隊
戦闘部隊
- 第1飛行団司令部（漢口）：小林孝知大佐
  - 飛行第16戦隊（軽爆）：甘粕三郎中佐
  - 飛行第25戦隊（戦闘）：坂川敏雄少佐
  - 飛行第44戦隊（偵察）：福沢丈夫中佐
  - 飛行第90戦隊（軽爆）：三木了中佐
  - 独立飛行第18中隊（司偵）：青木秀夫少佐
  - 独立飛行第83中隊（軍偵）：浜野宗房少佐
  - 第8直協飛行隊

教導部隊
- 第105教育飛行団司令部（北京）：近藤三郎大佐
  - 第114教育飛行連隊（戦闘）
  - 第115教育飛行連隊（司偵）
  - 第118教育飛行連隊（戦闘）

飛行場部隊
- 第3航空地区司令部：高崎栄作中佐
- 第5航空地区司令部：山田与吉中佐
- 第16航空地区司令部：伊藤正一中佐
  - 第18飛行場大隊（軽爆）
  - 第31飛行場大隊（軽爆）
  - 第57飛行場大隊（偵察）
  - 第91飛行場大隊（軽爆）
  - 第96飛行場大隊（重爆）

通信関連部隊
- 第15航空通信隊：吉村清中佐
- 第5航空固定通信隊
- 第6航空情報連隊：許斐専吉中佐
- 第5航空測量隊：我部俊雄大尉
- 支那派遣軍気象隊：太田鐸治中佐

整備・補給関連部隊
- 第15野戦航空廠
- 第23航空分廠